# Erik Friborg
Erik Friborg, född 24 januari 1893 i Stockholm, död 22 maj 1968 i Hounslow, London, var en svensk cyklist. Han blev olympisk guldmedaljör i Stockholm 1912.
Friborg vann svenska mästerskapet på 100 km 1911 samt blev under Olympiska sommarspelen i Stockholm 1912 sjua i olympiska landsvägsloppet Mälaren runt och därmed bäste man i det svenska fyrmannalag, som vann guldmedalj i lagtävlingen. Hans tid i loppet underskred med 17 minuter Henrik Moréns svenska rekord. Samma år vann Friborg på ny rekordtid det danska 36-milsloppet Själland runt. Han reste 1912 till USA och deltog 1917–1918 som amerikansk soldat i första världskriget. Efter fredsslutet stannade han i Frankrike, där han var verksam som sjukgymnast i Cannes. Han var ledare för den svenska cykeltruppen vid Olympska sommarspelen i Paris 1924.